# Alvorada (film)
Pour les articles homonymes, voir Alvorada (homonymie).
Pour plus de détails, voir Fiche technique et Distribution.
Alvorada est un film allemand réalisé par Hugo Niebeling, sorti en 1962.

## Synopsis
Un documentaire d'avant-garde sur le Brésil.

## Fiche technique
- Titre : Alvorada
- Réalisation : Hugo Niebeling
- Scénario : Hugo Niebeling
- Photographie : Antonio Estêvão, Anders Lembcke et Herbert Müller
- Montage : Hugo Niebeling et Gertrud Petermann
- Production : Hugo Niebeling
- Société de production : MW Filmproduktion
- Pays :  Allemagne de l'Ouest
- Genre : Documentaire
- Durée : 77 minutes
- Dates de sortie : 
  -  Allemagne de l'Ouest : 1962

## Distribution
- Hugo Niebeling : le narrateur

## Distinctions
Le film a été présenté en sélection officielle en compétition au Festival de Cannes 1963.